# ایمی اسلوآن
اِیمی اسلوآن (به انگلیسی: Amy Sloan) (زاده ۱۲ مهٔ ۱۹۷۸) بازیگر کانادایی است.
از فیلم‌های معروف او می‌توان به بازی در فیلم کودک دل‌شکسته و شلیک مرگ اشاره کرد.